# Icons.com
Icons.comは世界中のサッカー選手の直筆サイン入り商品を取り扱うオンラインストアである。
もともとはジェームズ・フリードマンによって設立されたサッカーポータルサイトだった。世界トップレベルで活躍する選手や、元選手、有名人などのインタビュー記事が掲載され、約70人の選手がブログを更新していた。
過去には数名の選手たちが、このIcons.comを使ってニュース速報を発表したことがある。例えば2000年、マルク・オーフェルマルスは、アーセナルからFCバルセロナに移籍することをIcons.comのページから発表した。 また、トッテナムやセビージャで活躍したフレデリック・カヌーテは、母国マリのファンから脅されていること、命の危険を感じて隠れていることをIcons.comのページで告白した。いずれのニュースも、翌日の新聞各紙にIcons.comの名前と共に見出しを飾った話題である。
2008年後半から、Icons.comは世界トップレベルの選手たちの直筆サイン入り商品の販売業へとシフトした。ペレ、ディエゴ・マラドーナ、リオネル・メッシ、クリスティアーノ・ロナウド、ライアン・ギグス、カカ、セスク・ファブレガス、エリック・カントナ、フェルナンド・トーレスなどの選手たちと定期的にセッションを行い、その商品をオンラインストアとハロッズにある実店舗で販売している。
Sky Sportsのテレビ番組Revista de la ligaに賞品を提供している。